# Der Golem, wie er in die Welt kam
Der Golem, wie er in die Welt kam ist ein expressionistischer deutscher Film von Paul Wegener und Carl Boese aus dem Jahr 1920. Er ist nach Der Golem (1915) und Der Golem und die Tänzerin (1917) Wegeners dritte Bearbeitung des Golem-Motivs und gilt als Klassiker des deutschen Stummfilms.

## Handlung
Prag im 16. Jahrhundert: An der Stellung der Sterne erkennt Rabbi Löw, dass große Gefahr für das jüdische Ghetto droht. Er entschließt sich daraufhin, den Golem, einen künstlichen Menschen aus Lehm, zum Leben zu erwecken. Der Golem soll laut alten jüdischen Legenden Unheil abwenden. Und tatsächlich verkündet der Kaiser ein Dekret gegen die Juden. Diese sollen die Stadt verlassen. Die Urkunde wird von Junker Florian der jüdischen Gemeinde und Rabbi Löw übergeben. Bei dieser Gelegenheit verlieben sich der christliche Junker und die Tochter des Rabbi Löw mit Namen Mirjam. Rabbi Löw möchte den Kaiser umstimmen und schreibt ihm eine Nachricht, in der er auf seine Verdienste verweist und um eine Audienz bittet. Diese wird ihm während eines Festes gewährt. Der Rabbi nimmt den Golem mit, und als die Kaiserburg durch magische Kräfte einzustürzen droht, kann der Rabbi dies mit Hilfe des Golems verhindern. Zum Dank nimmt der Kaiser das Dekret gegen die Juden zurück.
Während der Rabbi sich in der Kaiserburg aufhält, schleicht Junker Florian unerkannt zu Mirjam ins Haus des Rabbi. Als der Rabbi in sein Haus zurückkehrt, nimmt er dem Golem (gegen dessen Willen) den lebensgebenden Stern von der Brust, woraufhin dieser nach hinten umkippt und liegenbleibt. Dann wird der Rabbi zu einer Dankesfeier in den Tempel gerufen. Der Gehilfe des Rabbi bemerkt den christlichen Eindringling, erweckt aus Eifersucht den Golem wieder zum Leben und gibt ihm den Auftrag, den Junker zu vertreiben.
In einem Kampf wirft der Golem den Junker vom Dach des Hauses. Danach setzt er das Haus in Brand und schleift Mirjam fort. Der Golem bricht das Tor der Stadt auf und geht aufs freie Feld hinaus. Er hebt eines der Kinder, die auf den Wiesen spielen, zu sich hinauf. Das Mädchen ist von dem Stern auf der Brust des Golems fasziniert und nimmt ihn an sich. Daraufhin stürzt der Golem leblos zu Boden.

## Kritiken
„Wegeners Film war einer der künstlerisch wie geschäftlich größten Erfolge der deutschen Stummfilmproduktion, dessen außergewöhnliche, von Jugendstil und Expressionismus bestimmte Bild- und Dekorgestaltung bis heute nichts von ihrer suggestiven Wirkung eingebüßt hat.“

„Berühmte Golem-Verfilmung von Paul Wegener aus der expressionistischen Periode des deutschen Stummfilms. Die beispielhafte Bildgestaltung verleiht dem Werk hohen künstlerischen Rang. Ein Klassiker, den alle Filmkunstfreunde sehen müßten.“

## Produktion und Rezeption
Der Film wurde nach dem Sagenkreis um den Prager Rabbiner Judah Löw gedreht. Bemerkenswert ist die plastische Filmarchitektur von Hans Poelzig und Kurt Richter im Stil des Expressionismus. Sie trägt maßgeblich zum märchenhaft-romantischen Gesamteindruck des Filmes bei.
Gedreht wurde 1920 im Ufa-Union-Atelier und auf dem Ufa-Freigelände in Berlin-Tempelhof. Die Uraufführung fand am 29. Oktober 1920 in Berlin im Ufa-Palast am Zoo statt.
Der Film war einer der international größten Erfolge des deutschen Stummfilms. In monatelang ausverkauften Vorstellungen war der Film in den Vereinigten Staaten und sogar in China zu sehen.

## Musik
Die Originalmusik für großes Orchester von Hans Landsberger von 1920 galt über Jahrzehnte als verschollen, bis Richard Siedhoff sie 2018 in Form einer Klavierdirektion mit fragmentarischem Stimmenmaterial wiederentdeckte und die Orchesterfassung rekonstruieren konnte.
Das Fernsehen der DDR betraute den Komponisten Karl-Ernst Sasse mit der Aufgabe, eine komplett neue Partitur für den Film zu erarbeiten. Die erste Einspielung der neuen Filmmusik fand im Mai 1977 unter Manfred Rosenberg durch das DEFA-Sinfonieorchester statt.
Der New Yorker Gitarrist Gary Lucas komponierte 1989 einen neuen Soundtrack zu Der Golem. Auszüge des Soundtracks sind auf der CD Skeleton at the Feast (1990) zu hören. Eine DVD des Stummfilms unterlegt mit einem Live-Mitschnitt des Soundtracks erschien 1999 im Eigenverlag.
Die israelische Komponistin Betty Olivero schuf 1998 eine Filmmusik für Soloklarinette und Streichquartett. Unter Leitung des Stummfilmspezialisten und Dirigenten Günter A. Buchwald wurde die Musik im Wiener Konzerthaus von Giora Feidman und dem Arditti Streichquartett uraufgeführt. Mit Feidman und Buchwald fanden seither mehr als zwanzig Aufführungen weltweit statt. Eine von Buchwald arrangierte Fassung für Soloklarinette und Kammerorchester fand ihre Erstaufführung am 2. Oktober 2020 beim Filmfestival Odessa (Ukraine).

## Spätere Fassungen und Restaurierungen
Im Jahre 2002 wurde der Film in einer durch das Münchener Filmmuseum restaurierten und viragierten Fassung auf Arte ausgestrahlt, versehen mit einer neuen Musik (von Aljoscha Zimmermann). Der US-amerikanische Musiker Frank Black stellte 2008 eine Neuvertonung des Filmes vor, die er im Auftrag des San Francisco Film Festivals komponiert hatte.
2018 brachte die Friedrich-Wilhelm-Murnau-Stiftung eine digital restaurierte Fassung auf Grundlage des wiederentdeckten Originalnegativs heraus, uraufgeführt am 28. August 2018 beim 75. Venice International Film Festival.
Wie das Booklet der Bluray erklärt, ist das Originalnegativ leider nicht vollständig und viele Einstellungen sind durch frühere Umschnitte gekürzt. Um aber den Film in guter Qualität zu restaurieren, nahm man die Kürzungen in Kauf. Die Fassung läuft 76 Minuten.
Zwischen 2015 und 2021 restaurierte das Filmmuseum München den Film erneut im Abgleich mit der wiederentdeckten Originalpartitur. Dabei wurde so weit als möglich das Originalnegativ herangezogen. Jedoch wurden gekürzte Szenen durch vollständigeres Material aus anderen Quellenmaterialien ergänzt. Die bis dato vollständigste Restaurierung hat wieder eine Länge von 91 Minuten und fand ihre Uraufführung zusammen mit der von Richard Siedhoff eingerichteten Originalmusik am 3. September 2020 im Deutschen Nationaltheater Weimar. Es spielte die Staatskapelle Weimar unter der Leitung von Dirigent Burkhard Götze. Die Musik ist nun bei Ries & Erler, Berlin, verlegt. Die digital überarbeitete und finalisierte Restaurierung fand ihre Uraufführung mit der Originalmusik in der Fassung für großes Orchester live am 1. November 2021 beim Braunschweig International Film Festival mit dem Staatsorchester Braunschweig unter der Leitung von Burkhard Götze.

## Sonstiges
In der Zeichentrickserie „Die Simpsons“ in der Episode „Treehouse of Horror XVII“ gibt es eine Anspielung auf den Film.
Der Autor Achim Amme schrieb ein unveröffentlichtes Theater-Fragment mit dem Titel Der Golem kommt. In seinen „Höllenliedern“ wurde daraus das „Lied vom Golem“ abgedruckt. Die „Stimmungsballade“ aus seinem Buch Der Amme. Poet stammt laut Anmerkung aus demselben Fragment.

## DVD
- Paul Wegeners Der Golem, Restaurierte Fassung mit neuer Musik, Transit Classics - Deluxe Edition, 2004
- Der Golem, wie er in die Welt kam, Restaurierte Fassung [DVD, Blu-ray] mit drei neuen Musiken + US-Version (s/w), Murnau Stiftung, 2019